# هاترایت
هاترایت‌ها (Hutterites) یک شاخه از آناباپتیست‌ها (Anabaptists) هستند که ریشهٔ آنها به اصلاحات رادیکال قرن شانزدهم به رهبری مارتین لوتر بازمی‌گردد. از باورهای آنها، می‌توان به جامعه‌ای سرشار از نیکی و صلح کامل اشاره نمود. جامعهٔ هاترایت‌ها که مهاجرنشین نامیده می‌شوند، همه روستایی هستند و درآمد بسیاری از آنها بسته به موقعیتشان متکی بر کشاورزی و دامداری است. هر روزه تعداد بیشتر و بیشتری از این کُلُنی‌ها به دلیل دشوار بودن زندگی بر پایهٔ کشاورزی به تولید رو می‌آورند. این کلنی‌ها در ساخت خانه، تعمیر و نگهداری تجهیزات و درست کردن لباس خودکفا هستند.

## تاریخچه
این فرقه را یاکوب هاتر (Jacob Hutter) در سال ۱۵۲۷ بنیان نهاد.
آنها یک سری مهاجرت‌ها را از اروپای مرکزی و شرقی آغاز کردند؛ و در قرن ۱۸ میلادی، یعنی در ۱۷۷۰ به روسیه، و حدود صد سال بعد به آمریکای شمالی مهاجرت کردند. جمعیت آنها اکنون حدود ۴۵٬۰۰۰ تن تخمین زده می‌شود. امروزه تقریباً تمام هاترایت‌ها در غرب کانادا و دشت‌های بزرگ ایالات‌متحده زندگی می‌کنند. جنبش آناباپتیست که از آن هاترایت‌ها ظهور کردند، ابتدا از حلقه‌های پیرامون (Huldrych Zwingli 1484–1531) که رهبر جنبش اصلاحات دینی در سوئیس بود، شکل گرفت.